# وديع الحاج
وديع الحاج (ولد في 1960) أيضاً يعرف بـعبد الصبور، كما ويعرف بـالمدير، هو عضو في تنظيم القاعدة وتم اعتقاله ومحاكمته وإثبات تهمة التخطيط لقتل مواطني الولايات المتحدة الأمريكية في تفجير سفارات الولايات المتحدة 1998.

## خلفية عنه
ولد وديع من عائلة كاثوليكية مارونية في صيدا، لبنان، وتربى في الكويت، حيث عمل والده في شركات النفط. قالت حماته أن وديع اعتنق الإسلام بعد قراءة القرآن، وتخلت عائلته عنه. أحد الشيوخ أخذه ودفع لدراسته في أمريكا.
في 1978، درس الحاج في جامعة جنوب غرب لويزيانا (بالإنجليزية: University of Southwestern Louisiana) في لافايت، لويزيانا. ودرس التخطيط المدني وعمل في محل معجنات.
عندما بدأ الاحتلال السوفيتي لأفغانستان، سافر الهاج إلى باكستان ليصير من أحد المجاهدين الذين قاتلوا في أفغانستان. كان تحت رعاية الشيخ عبد الله يوسف عزام، الذي أصبح صديقاً لأسامة بن لادن.
في يناير 1985، عاد الهاج إلى جامعته في لويزيانا، ثم ذهب إلى ولاية أريزونا وتزوج بنت عمرها 18 سنة اسمها أبريل، في ما وصفته أمها بزواج مرتب. بعد تخرجه من جامعة جنوب غرب لويزيانا في مايو 1986، انتقل الهاج إلى أريزونا.

## انتقاله إلى السودان
في بدايات عام 1992، انتقل الحاج مع عائلته إلى السودان. بدأ بالعمل كسكرتير لأسامة بن لادن. تعتقد عائلته أنه عمل في أعمال رسمية إمتلكها بن لادن. من بين هذه الأعمال، كان بن لادن يدير العديد من المزارع، شركات البناء، شركات المواصلات، وشركتين للعقارات. لاطالما سافر الهاج إلى أوروبا ومكانات أخرى لمساعدة أعمال بن لادن.
المدعين يعتقدون أن الحاج أصبح مساعد أساسي لبن لادن. كما أيضاً يعتقدون أنه كان يحاول الحصول على أسلحة كيميائية للمجموعة الإرهابية. القليل من الدلائل خرجت من السودان لتساند هذا الإدعاء.
في 1994، أبريل الهاج أقنعت الحاج لكي يتحول إلى خارج السودان ويتوقف عن العمل لمصالح بن لادن هناك. حماة الحاج قالت، «أبريل لم يهمها كل هذا. أنها مسلمة ولكنها أيضاً أمريكية، ولا يجب أن تقف لهكذا شيء»
المدعين يقولون أن الحاج كان على اتصال مع عبيدة البنشيري، أحد الأعضاء الرئيسيين لتنظيم القاعدة الذي كان في كينيا في ذلك الوقت. رجل اسمه فازول عبد الله محمد انتقل إلى بيت الحاج وعمل كسكرتيره المنزلي. حماة الحاج قالت إن «واضح كان دائماً يجعل الناس يسكنون بيته. هذه هي الطريقة المسلمة الصحيحة». رجل اسمه محمد صادق عودة قال في التحقيق بعد تفجيرات السفارة 1998 أنه عرف الحاج في نايروبي وأن الحاج حضر حفلة زفافه. وجد المحققون رسالة بعد الانفجارات التي كتبها فازول عبد الله محمد يقترح بها أن الحاج كان «مهندس» لخلية إرهابية.

## مداهمة بيته 1997
في أغسطس 1997، هجم البوليس على بيت الهاج. بعد يومين، تم استجواب الهاج من قبل البوليس عندما عاد إلى نايروبي من أفغانستان. عائلة الحاج تقول بأنه أمر أن يترك كينيا. في سبتمبر من نفس السنة، عاد الهاج إلى أرلنغتون مع عائلته. العديد من الشهود تقول أنه باع العديد من ممتلكانه لكي يستطيع العودة إلى ولاية تكساس. سكن الحاج في شقة قريب جامعة تكساس في أرلنغتون وأدخل أولاده في مدرسة إسلامية. حصل على عمل في محل عجلال لون ستار.
في 15 سبتمبر 1998، شهد الحاج في المحكمة عن تفجيرات السفارة الأمريكية 1998. إدعى على انه لم يعرف أسامة بن لادن والناس الآخرين الذين كانوا في عملية التفجير. ولكن بعد وقت قليل لاحقاً، تم اعتقاله بتهمة خدع العدالة. في 7 اوكتوبر 1998، تم تثبيت التهمة على الحاج للتخطيط على قتل مواطني الولايات المتحدة.

## وصلات خارجية
- http://www.legalservicesindia.com/osama/terrorists.htm